# Ksar Ouled Boubaker
Ksar Ouled Boubaker est un ksar de Tunisie situé dans le gouvernorat de Tataouine.

## Localisation
Le ksar est situé au piémont de la montagne, dans la plaine de la Djeffara. Il a une forme rectangulaire de 75 mètres de large sur 150 mètres de long.

## Histoire
Le site est récent puisqu'il est aménagé en 1921.

## Aménagement
Le ksar compte 187 ghorfas dont 100 restaurées d'après Kamel Laroussi, Herbert Popp et Abdelfettah Kassah n'en dénombrant que 166. Le tout est réparti majoritairement sur un étage, avec des cas de deux étages.
Le site est dans un bon état car la plupart des ghorfas ont été restaurées. La cour a abrité le bureau local du Rassemblement constitutionnel démocratique.

## Utilisation
Les ghorfas sont utilisées pour du stockage, de l'habitation ou du commerce. Un café et un restaurant avec une terrasse à l'étage y ont été aménagés.